# Iseltal
Das Iseltal ist eines der Osttiroler Haupttäler. Es wird von der Isel durchflossen und im Westen vom Defereggengebirge und im Osten von der Schobergruppe begrenzt. 
Das Iseltal beginnt bei Matrei in Osttirol, wo das Virgental und das Tauerntal zusammentreffen. Von dort verläuft das Tal zunächst in südlicher Richtung bis Huben (Gemeinde Matrei), wo das Defereggental und das Kalser Tal abzweigen, danach weiter in südöstlicher Richtung, wo die Isel die Gemeinden St. Johann im Walde, Schlaiten, Ainet und Oberlienz durchfließt. Bei Lienz mündet das Iseltal ins Lienzer Becken.

## Geschichte
In den Jahren 1065–1077 wird das Iseltal erstmals urkundlich im Traditionsbuch des Hochstifts Brixen als „in regione Isala“ genannt.